# White Star Line
White Star Line (på svenska även kallat Vita Stjärnlinjen och på äldre svenska Hvita Stjernlinien) var ett företag som startades av John Pilkington och Henry Threlfall Wilson i Liverpool 1845. White Star Line slogs ihop med Cunard Line den 10 maj 1934 och 1947 köpte Cunard Line upp de sista delarna av White Star Line för att bli ensamma ägare av rederiet. White Star Line ägde systerfartygen Titanic, Britannic och Olympic.

## White Star Lines fartyg

### 1800-talet
| Byggnadsår | Namn          | I tjänst  | Bild |
| ---------- | ------------- | --------- | ---- |
| 1853       | Red Jacket    | 1853-1878 |      |
| 1854       | White Star    | 1854-1967 |      |
| 1854       | Blue Jacket   | 1854-1869 |      |
| 1854       | RMS Tayleur   | 1854-1869 |      |
| 1870       | RMS Oceanic   | 1870-1895 |      |
| 1871       | S/S Atlantic  | 1871-1873 |      |
| 1871       | S/S Baltic    | 1871-1889 |      |
| 1871       | S/S Tropic    | 1871-1873 |      |
| 1871       | S/S Asiatic   | 1871-1873 |      |
| 1872       | S/S Republic  | 1872-1889 |      |
| 1872       | S/S Adriatic  | 1872-1899 |      |
| 1872       | S/S Celtic    | 1872-1893 |      |
| 1872       | S/S Traffic   | 1872-1896 |      |
| 1873       | S/S Belgic    | 1873-1888 |      |
| 1873       | S/S Gaelic    | 1873-1896 |      |
| 1874       | S/S Britannic | 1874-1903 |      |
| 1875       | S/S Germanic  | 1875-1903 |      |
| 1881       | S/S Arabic    | 1881-1890 |      |
| 1881       | S/S Coptic    | 1881-1908 |      |
| 1883       | S/S Doric     | 1883-1906 |      |
| 1883       | S/S Ionic     | 1883-1900 |      |
| 1885       | S/S Belgic    | 1885-1903 |      |
| 1885       | S/S Gaelic    | 1885-1905 |      |
| 1885       | S/S Cufic     | 1885-1901 |      |
| 1889       | S/S Runic     | 1889-1895 |      |
| 1889       | S/S Teutonic  | 1889-1921 |      |
| 1890       | S/S Majestic  | 1890-1914 |      |
| 1891       | S/S Nomadic   | 1891-1903 |      |
| 1891       | S/S Tauric    | 1891-1929 |      |
| 1891       | S/S Magnetic  | 1891-1932 |      |
| 1892       | S/S Naronic   | 1892-1893 |      |
| 1892       | S/S Bovic     | 1892-1922 |      |
| 1893       | S/S Gothic    | 1893-1906 |      |
| 1894       | S/S Cevic     | 1894-1914 |      |
| 1894       | S/S Pontic    | 1894-1930 |      |
| 1895       | S/S Georgic   | 1895-1916 |      |
| 1897       | S/S Delphic   | 1897-1917 |      |
| 1898       | S/S Cymric    | 1898-1916 |      |
| 1898       | S/S Afric     | 1899-1917 |      |
| 1899       | S/S Medic     | 1899-1921 |      |
| 1899       | S/S Persic    | 1899-1935 |      |
| 1899       | RMS Oceanic   | 1899-1914 |      |

### 1900-talet
| Byggnadsår | Namn           | I tjänst        | Bild |
| ---------- | -------------- | --------------- | ---- |
| 1900       | S/S Runic      | 1900-1930       |      |
| 1900       | S/S Suevic     | 1900-1928       |      |
| 1901       | RMS Celtic     | 1901-1928       |      |
| 1902       | S/S Athenic    | 1902-1928       |      |
| 1902       | S/S Corinthic  | 1902-1931       |      |
| 1903       | S/S Ionic      | 1903-1934       |      |
| 1903       | RMS Cedric     | 1903-1931       |      |
| 1895       | S/S Victorian  | 1903-1904       |      |
| 1895       | S/S Armenian   | 1903-1914       |      |
| 1903       | S/S Arabic     | 1903-1915       |      |
| 1898       | S/S Romanic    | 1903-1912       |      |
| 1903       | S/S Cretic     | 1903-4          |      |
| 1903       | RMS Republic   | 1903-1909       |      |
| 1900       | S/S Canopic    | 1904-1925       |      |
| 1895       | S/S Cufic      | 1904-1923       |      |
| 1904       | RMS Baltic     | 1904-1933       |      |
| 1894       | S/S Gallic     | 1907-1913       |      |
| 1907       | RMS Adriatic   | 1907-1935       |      |
| 1908       | S/S Laurentic  | 1908-1917       |      |
| 1909       | S/S Megantic   | 1909-1933       |      |
| 1911       | S/S Zealandic  | 1911-1926       |      |
| 1911       | S/S Nomadic    | 1911-1925       |      |
| 1911       | S/S Traffic    | 1911-1927       |      |
| 1911       | RMS Olympic    | 1911-1935       |      |
| 1902       | S/S Belgic     | 1911-1913       |      |
| 1912       | RMS Titanic    | 1912            |      |
| 1912       | S/S Ceramic    | 1913-1934       |      |
| 1910       | S/S Vaterland  | 1914-1917       |      |
| 1909       | S/S Lapland    | 1914-1920       |      |
| 1914       | HMHS Britannic | Aldrig i tjänst |      |
| 1914       | S/S Belgic     | 1917-1923       |      |
| 1914       | S/S Justicia   | 1917-1918       |      |
| 1918       | S/S Vedic      | 1918-1934       |      |
| 1918       | S/S Bardic     | 1919-1925       |      |
| 1918       | S/S Gallic     | 1920-1933       |      |
| 1909       | S/S Mobile     | 1920-1920       |      |
| 1909       | S/S Arabic     | 1920-1931       |      |
| 1913       | RMS Homeric    | 1922-1935       |      |
| 1901       | S/S Haverford  | 1921-1925       |      |
| 1897       | S/S Poland     | 1922-1925       |      |
| 1914       | RMS Majestic   | 1922-1936       |      |
| 1922       | S/S Pittsburgh | 1922-1925       |      |
| 1923       | S/S Doric      | 1923-1933       |      |
| 1918       | S/S Delphic    | 1925-1933       |      |
| 1920       | S/S Albertic   | 1927-1934       |      |
| 1918       | S/S Calgaric   | 1927-1934       |      |
| 1927       | S/S Laurentic  | 1927-1940       |      |
| 1929       | RMS Britannic  | 1929-1949       |      |
| 1932       | RMS Georgic    | 1932-1949       |      |